# Bucinișu (gmina)
Bucinișu – gmina w Rumunii, w okręgu Aluta. Obejmuje miejscowości Bucinișu i Bucinișu Mic. W 2011 roku liczyła 2145 mieszkańców.